# 차승연 (1978년)
차승연(車承鍊, 1978년 6월 16일 ~ )은 전라남도 강진에서 태어난 대한민국 정치인으로, 제8대 서울특별시 서대문구의회의원 등을 역임했다.

## 학력
- 강진동초등학교 졸업
- 강진중학교 졸업
- 목포고등학교 졸업
- 전남대학교 법학과 학사
- 고려대학교 법무대학원 법학석사(국제경제법 전공)
- 명지대학교 대학원 박사과정

## 경력
- 2011년 박원순 서울시장 후보 서대문구 공동선거대책본부장
- 서울특별시 마을공동체종합지원센터 마을상담원
- 서울특별시 협동조합지원센터 연구원
- 2011 ~ 2013 서대문구 주민참여예산위원회 위원
- 서대문구 친환경급식지원센터 부위원장
- 행복중심 서대문마을생협 이사
- 서대문녹색마을(에너지자립마을) 운영위원
- 북가좌동 생활안전협의회 위원
- 남가좌2동 청소년지도협의회 대외협력국장
- 더불어민주당 청년위원회 교통대책분과 위원장
- 더불어민주당 청년위원회 정책위 주거복지위원장
- 더불어민주당 서대문구을지역위원회 교육연수위원장
- 더불어민주당 서대문구을지역위원회 GMO추방운동본부 추진위원장
- 제8대 서울특별시 서대문구의회 의원
- 제8대 서울특별시 서대문구의회 재정건설위원회 위원
- 제8대 서울특별시 서대문구의회 전반기 의회운영위원회 부위원장
- 제8대 서울특별시 서대문구의회 예산결산특별위원회 위원장
- 제8대 서울특별시 서대문구의회 '도시혁신연구회' 대표
- 더불어민주당 서울청년기초의원협의회 회장
- 더불어민주당 서울시당 청년위원회 수석부위원장
- 현) 더불어민주당 서대문을지역위원회 노동위원장
- 현) 더불어민주당 서대문을지역위원회 기후위기대응특별위원장
- 현) 서대문노동시민네트워크 상임대표

## 역대 선거 결과
|  | 13.91% |

|  | 7.59% |

|  | 24.74% |

|  | 49.77% |